# پیر کلسترمن
پیر هانری کلسترمن (به انگلیسی: Pierre-Henri Clostermann) یک خلبان جنگنده فرانسوی در جنگ جهانی دوم بود و دارای نشان‌های DSO ،DFC ،BAR ،ACE بود.
در طول درگیری ادعا شده است که او 33 پیروزی در نبرد هوا به هوا به دست آورده است و نشان "اولین جنگنده فرانسه" را از ژنرال شارل دوگل دریافت کرده است . خاطرات دوران جنگ او، نمایش بزرگ (Le Grand Cirque) به یکی از پرفروش‌ترین کتاب‌ها تبدیل شد. پس از جنگ، او به عنوان مهندس کار کرد و جوان ترین نماینده پارلمان فرانسه بود.

## زندگی اولیه بین برزیل آمریکا و فرانسه
کلسترمن در کوریتیبا ، برزیل ، در یک خانواده دیپلماتیک فرانسوی به دنیا آمد و بزرگ شد. او تنها پسر مادلین کارلیه از لورن و ژاک کلسترمن از آلزاس بود . او به زبان پرتغالی کاملاً مسلط بود. در آنجا، او با سوپراستارهای فرانسوی آن زمان، ژان مرموز و هانری گیومه ، و سپس خلبانان Aéropostale آشنا شد. در سال 1935، او اولین پرواز خود را با هواپیمای دریایی Latécoère 521 " Lieutenant de Vaisseau Paris " در لاک دو بیسکاروس در جنوب غربی فرانسه انجام داد . در سال 1937، در سن شانزده سالگی، او پرواز را در باشگاه پروازی برزیل در Manguinhos در بوکر بو 131 یونگمان و بو 133 جونگ مایستر با خلبان آلمانی کارل بنیتز (درگذشته در سال 1943، روسیه) آموخت. پس از دریافت شهریه پرواز، تحصیلات متوسطه خود را در فرانسه به پایان رساند و در سال 1937 گواهینامه خلبانی خصوصی خود را گرفت. در سال 1937 در دبیرستان فرانسوی-برزیلی مولیر در ریودوژانیرو تحصیل کرد . در همان زمان، او شروع به نوشتن ستون برای روزنامه Correio da Manhã کرد . از سال 1938 تا 1940، او دوره های مهندسی هوانوردی را در دانشکده هوانوردی رایان در سن دیگو ، در ایالات متحده آمریکا گذراند. در سال 1940 دیپلم مهندسی هوانوردی و گواهینامه خلبانی حرفه ای خود را گرفت. او سپس از طریق برزیل، اروگوئه و آفریقای جنوبی به انگلستان پیوست تا به نیروی هوایی آزاد فرانسه بپیوندد . او پیش از این 315 ساعت پرواز داشت 

## جنگ جهانی دوم
آغاز جنگ در سال 1939، مقامات فرانسوی درخواست او را برای خدمت رد کردند، بنابراین او به لس آنجلس سفر کرد تا یک خلبان تجاری شود و در موسسه فناوری کالیفرنیا تحصیل کند . کلسترمن در مارس 1942 به نیروی هوایی آزاد فرانسه در بریتانیا پیوست . پس از آموزش در RAF Cranwell و 61 OTU، Clostermann، یک گروهبان خلبان ، در ژانویه 1943 به شماره 341 اسکادران RAF (معروف به فرانسوی های آزاد) اعزام شد. 
در 15 ژوئیه 1943 او پس از نبرد هنگامی که نتوانست زیرشاخه خود را پایین بیاورد به صورت تصادفی فرود آمد (Cat.B). او اولین دو پیروزی خود را در 27 ژوئیه 1943 به دست آورد، همچنین با عنوان زرد 2، مدعی نابودی دو فوک وولف Fw 190 بر فراز فرانسه شد. در اکتبر 1943، کلسترمن به عنوان افسر کمیسیون دریافت کرد و به اسکادران شماره 602 بریتانیا منصوب شد و برای ده ماه آینده در یگان باقی ماند. او عملیات‌های مختلفی از جمله جارو کردن جنگنده، اسکورت بمب‌افکن، جلوگیری از ارتفاع بالا بر فراز پایگاه اسکاپا فلو نیروی دریایی سلطنتی ، و بمباران strafing یا غواصی در سایت‌های پرتاب V-1 در سواحل فرانسه را انجام داد. او با پوشش هوایی برای فرود نرماندی پرواز کرد ، و در 11 ژوئن، یکی از اولین خلبانان فرانسوی آزاد بود که در خاک فرانسه، در فرودگاه موقت B-2 در نزدیکی Bazenville فرود آمد، و سپس به B-11، در نزدیکی Longues-sur حرکت کرد. -مر ، نرماندی در 18 ژوئن 1944. اندکی پس از آن نشان صلیب پرنده ممتاز به او اعطا شد و پس از آن به فرانسوی منصوب شد

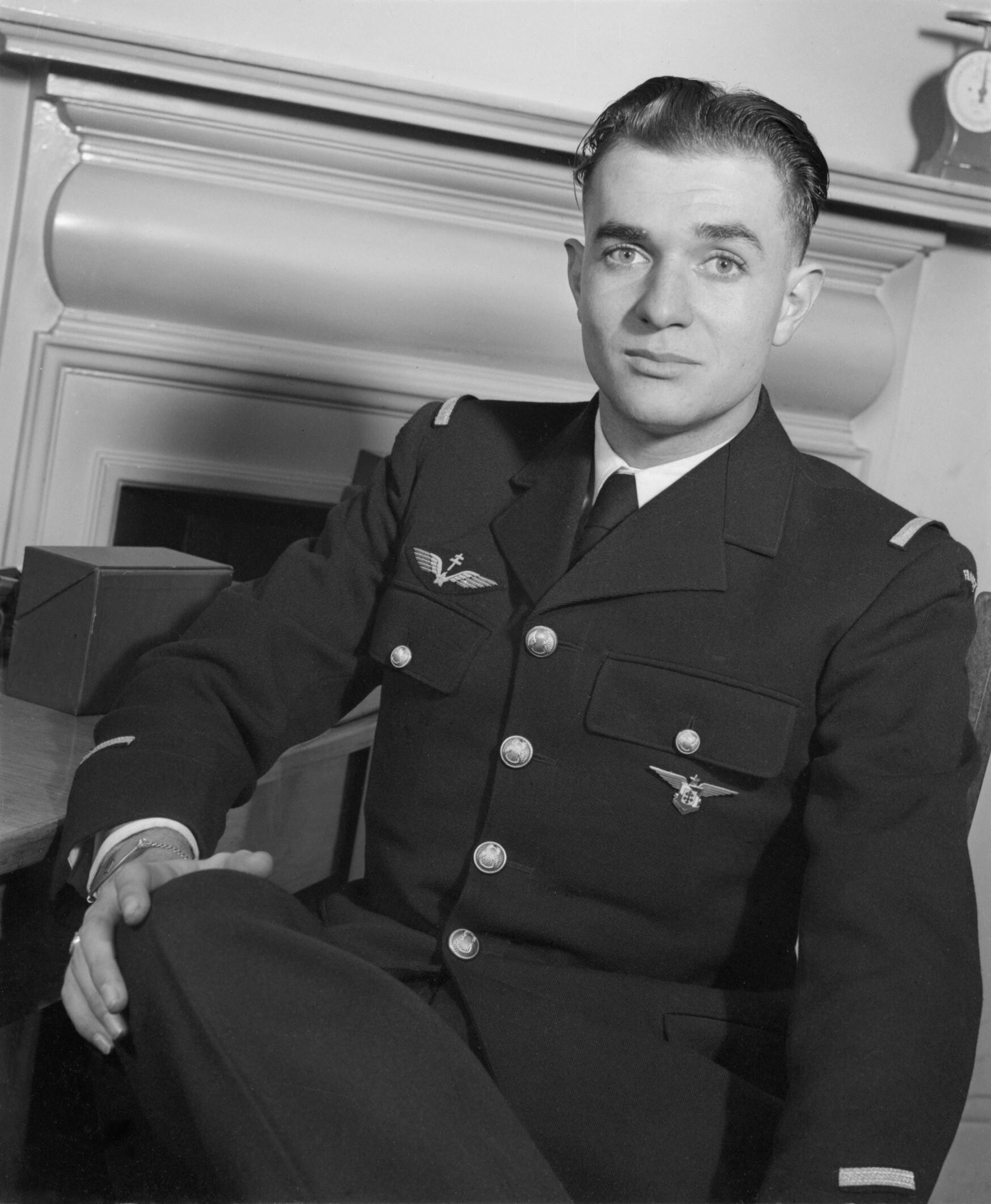
کلسترمن در حین خدمت با اسکادران شماره 341 RAF _ آلزاس

در دسامبر 1944 به عنوان ستوان پرواز فوق العاده در نیروی هوایی سلطنتی به خط مقدم بازگشت . او با هواپیمای جدید Hawker Tempest Mk V به اسکادران شماره 274 RAF پیوست . و شارل دوگل رهبر فرانسه آزاد که قد بلندی داشت) ، کلسترمن یک پرواز شدید و دور بسیار موفقیت آمیز جاروهای جنگنده، حملات فرودگاهی، رهگیری «تقابل موش» جنگنده های جت Messerschmitt Me 262 ، و ماموریت های بازدارندگی ریلی بر فراز شمال آلمان طی دو ماه آینده.
مارس 1945 او قبل از انتقال به اسکادران شماره 3 برای مدت کوتاهی در اسکادران شماره 56 خدمت کرد . در 24 مارس 1945 او توسط فلاک آلمانی از ناحیه پا مجروح شد و پس از فرود شکمی هواپیمایش به شدت آسیب دیده به مدت یک هفته در بیمارستان بستری شد. از 8 آوریل 1945 او فرمانده پرواز "A"، شماره 3 اسکادران RAF بود . او یک نوار به DFC خود اعطا شد . او بعداً در سن 24 سالگی به سمت فرماندهی وینگ (پرواز) 122 وینگ، معتبرترین بال در RAF ارتقا یافت.
در 12 مه 1945 در طی یک پیروزی به منظور نشان دادن پایان جنگ، طوفان دیگری با او برخورد کرد و در نتیجه یک انباشته هوا با چهار هواپیمای کم‌پرواز نزدیک پرواز او رخ داد و سه خلبان کشته شدند. . کلسترمن نجات پیدا کرد و چتر نجاتش فقط چند متر بالاتر از سطح زمین باز شد. او عملیات را با شماره 122 وینگ RAF ادامه داد تا اینکه در 27 ژوئیه 1945 با درجه فرماندهی RAF و درجه ستوان فرانسوی ارتش را به طور کامل ترک کرد .
در 432 سورتی پرواز، کلسترمن با 33 پیروزی (19 انفرادی، 14 مشترک، اکثر آنها در برابر جنگجویان)، یکی از منابع اصلی کتاب خود او "نمایش بزرگ" و پنج "احتمال" و هشت مورد دیگر "آسیب دیده" شناخته شده است. ". وی همچنین ادعا کرد که 225 وسیله نقلیه موتوری، 72 لوکوموتیو، 5 تانک و دو قایق الکترونیکی (قایق های اژدر سریع) منهدم شده است. بسیاری از مراجع 29 تا 33 پیروزی را به او نسبت می دهند، اگرچه اینها احتمالاً شامل کشتار "زمینی" او از هواپیماهای دشمن است. تجزیه و تحلیل اخیر، دقیق تر از گزارش های رزمی و گزارش های اسکادران او نشان می دهد که امتیاز واقعی او 11 نابود شده است، احتمالاً هفت مورد دیگر، در مجموع 15-18 پیروزی. 

## زندگی بعدی
در سال 1951، کلسترمن گزارشی از تجربیات دوران جنگ خود را با عنوان Le Grand Cirque (به انگلیسی با عنوان The Big Show ) به اسم سیرک بزرگ  نوشت. یکی از اولین خاطرات خلبان جنگنده پس از جنگ، نسخه های مختلف آن بیش از دو و نیم میلیون نسخه فروخته است.  ویلیام فاکنر اظهار داشت که این بهترین کتاب هوانوردی است که از جنگ جهانی دوم بیرون آمده است . این کتاب در سال 2004 در دو نسخه جلد شومیز و جلد گالینگور تجدید چاپ شد. همچنین توسط مانوئل پرالس با همکاری نزدیک با کلسترمن به صورت کتاب مصور اقتباس شد.  کلسترمن همچنین Feux du Ciel ( شعله‌های آتش در آسمان ) را نوشت که در سال 1957 منتشر شد، مجموعه‌ای از عملیات‌های قهرمانانه نبرد هوایی از هر دو طرف متفقین و محور.
پس از جنگ، کلسترمن به عنوان یک مهندس به کار خود ادامه داد و در ایجاد Reims Aviation شرکت کرد ، از نمونه اولیه Max Holste Broussard حمایت کرد ، به عنوان نماینده سسنا فعالیت کرد و برای رنو کار کرد . 
بین سال‌های 1946 و 1969 هشت دوره به‌عنوان نماینده (عضو پارلمان) در مجلس ملی فرانسه خدمت کرد.  به‌عنوان معاون مارن، در سال 1955 به دلیل رفتار آنها با ژنرال مقیم در مراکش فرانسه از گروه گلیست استعفا داد . مذاکرات با جنبش ناسیونالیستی  
او همچنین برای مدت کوتاهی مجدداً در Armée de l'Air در سال‌های 1956-1957 برای انجام مأموریت‌های حمله زمینی در طول جنگ الجزایر ثبت‌نام کرد . او متعاقباً رمانی را بر اساس تجربیات خود در آنجا منتشر کرد با عنوان Leo 25 Airborne .
در طول جنگ فالکلند در اوایل سال 1982، نظراتی به طور علنی از کلاسترمن منتشر شد که در آن از شجاعت خلبانان نیروی هوایی آرژانتین و نیروی دریایی آرژانتین در حملات هوایی به دریا به نیروی دریایی سلطنتی تمجید می کردند .  کلسترمن این نظرات را که تا حدی انگیزه آن توهین‌های قومیتی به آرژانتینی‌ها بود که در جریان درگیری در مطبوعات بریتانیا از آن مطلع شده بود، در نامه‌ای به کلاسی از خلبانان جنگنده آرژانتینی که در آن زمان تحت آموزش بودند، نوشته بود. در فرانسه در یک مؤسسه Armée de l'Air که پسرش در آن مربی بود. نظرات نامه خصوصی، از یک قهرمان نظامی مشهور جنگ جهانی دوم، به سرعت از اقیانوس اطلس به بوئنوس آیرس رسید ، جایی که در روزنامه ها به عنوان تبلیغات جنگ منتشر شد.  در نتیجه این "خیانت" درک شده از پیوندهای خود با بریتانیا از طریق خدمت جنگی خود در نیروی هوایی سلطنتی، کلسترمن مورد خصومت بخشی از مطبوعات بریتانیا قرار گرفت.
او همچنین به دلیل مواضع شدید ضد جنگ خود در آستانه جنگ خلیج فارس در سال 1991، در فرانسه جنجال برانگیخت

## مرگ
کلسترمن در 22 مارس 2006 در خانه خود در  مونتسکیو د آلبرس ، در پیرنه فرانسه درگذشت .

## زندگی خصوصی
هنگام خدمت در لینکلن شایر، پیر در 28 آوریل 1943 با لیدیا جین استارباک در کلیسای سنت دنیس در اسلیفورد ملاقات کرد و با او ازدواج کرد. آنها صاحب سه پسر شدند

## مراجع

### یادداشت ها
1. 1 2  Cohen, Yves; Dreyfus, Jean-Marc; Jurgenson, Luba; Raiman, Pierre (2023-01-16). "L'écho du Holodomor". Esprit. Janvier–Février (1): XLIX–LIII. doi:10.3917/espri.2301.0000i. ISSN 0014-0759.
2. ↑  Cohen, Yves; Dreyfus, Jean-Marc; Jurgenson, Luba; Raiman, Pierre (2023-01-16). "L'écho du Holodomor". Esprit. Janvier–Février (1): XLIX–LIII. doi:10.3917/espri.2301.0000i. ISSN 0014-0759.
3. ↑  5

فلاح عبد الزهره لازم, ا.م,د. (2023-06-30). "الفلسفة السياسية بين توماس هوبز وباروخ سبينوزا (( دراسة تحليلية مقارنة ))". لارك. 2 (50): 1106–1086. doi:10.31185/lark.vol2.iss50.3204. ISSN 2663-5836.

### کتاب شناسی
- Clostermann, Pierre. The Big Show. (Translated by Oliver Berthoud) London: Weidenfeld & Nicolson, 2004. شابک ‎۰−۲۹۷−۸۴۶۱۹−۱.
- Clostermann, Pierre (October 2001). "Pierre Clostermann nous écrit" [Pierre Clostermann Writes Us]. Avions: Toute l'Aéronautique et son histoire: Tout le monde descende! (به فرانسوی) (103): 18–22. ISSN 1243-8650.
- Cony, Christophe (July 2001). "Pierre Clostermann: le "première chasseur de France"" [Pierre Clostermann: "The First Hunter of France"]. Avions: Toute l'Aéronautique et son histoire (به فرانسوی) (100): 2–9. ISSN 1243-8650.
- "Courrier des Lecteurs" [Readers' Letters]. Avions: Toute l'Aéronautique et son histoire (به فرانسوی) (101): 5. August 2001. ISSN 1243-8650.
- شورز ، کریستوفر و کلایو ویلیامز. آس بالا . لندن: خیابان گراب، 1994 شابک ‎۱−۸۹۸۶۹۷−۰۰−۰.
- توماس کریس. طوفان و طوفان آس های جنگ جهانی 2 . هواپیمای Aces شماره 27. Botley، آکسفورد، انگلستان: انتشارات Osprey، 1999.شابک  1-85532-779-1 .
- دایره المعارف هوانوردی Wings . لندن: انتشارات اربیس، 1979